# Песочнодубровское сельское поселение
Песочнодубровское се́льское поселе́ние — муниципальное образование в Кожевниковском районе Томской области Российской Федерации.
Административный центр — село Песочнодубровка.

## История
Статус и границы сельского поселения установлены Законом Томской области от 10 сентября 2004 года № 202-ОЗ «О наделении статусом муниципального района, сельского поселения и установлении границ муниципальных образований на территории Кожевниковского района».

## Население
| 2002  | 2010  | 2012  | 2013  | 2014  | 2015  | 2016  |
| ----- | ----- | ----- | ----- | ----- | ----- | ----- |
| 1606  | ↘1564 | ↘1538 | ↗1547 | ↗1549 | ↗1554 | ↘1549 |
| 2017  | 2018  | 2019  | 2020  | 2021  |       |       |
| ↘1534 | ↗1557 | ↘1547 | ↘1540 | ↗1549 |       |       |

## Состав сельского поселения
| № | Населённый пункт       | Тип населённого пункта       | Население |
| - | ---------------------- | ---------------------------- | --------- |
| 1 | Кожевниково-на-Шегарке | деревня                      | ↗224      |
| 2 | Муллова                | деревня                      | ↘217      |
| 3 | Новодубровка           | деревня                      | ↘22       |
| 4 | Новоуспенка            | деревня                      | ↘177      |
| 5 | Песочнодубровка        | село, административный центр | ↗724      |
| 6 | Терсалгай              | деревня                      | ↘185      |